# Brachystomella maritima
Brachystomella maritima är en urinsektsart som beskrevs av Agren 1903. Brachystomella maritima ingår i släktet Brachystomella och familjen Brachystomellidae. Inga underarter finns listade.